# Първан (село)
Първан е село в Североизточна България. То се намира в община Омуртаг, област Търговище.